# Chai Chidchob

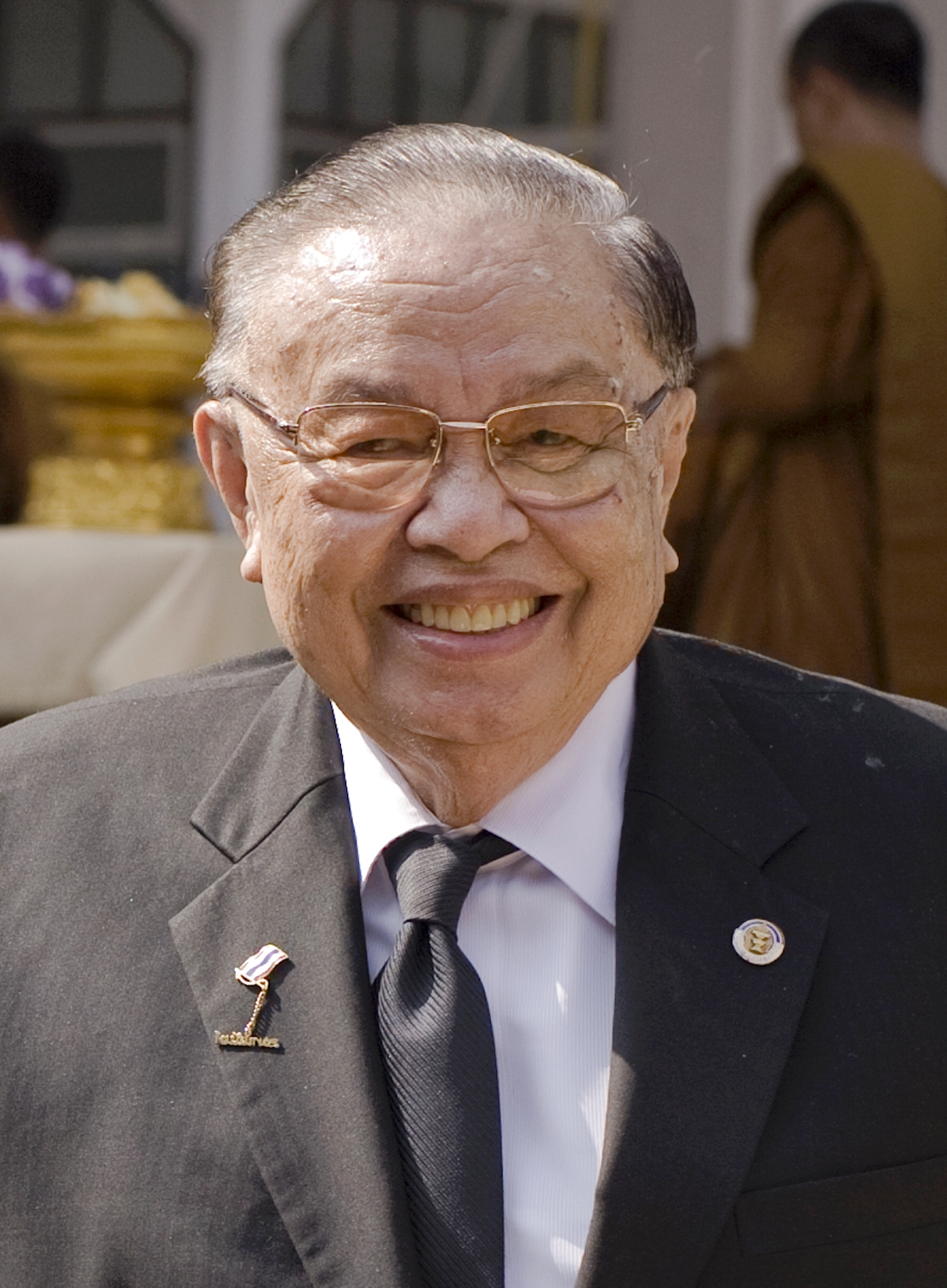
Chai Chidchob (2011)

Chai Chidchob (Thai: ชัย ชิดชอบ; * 5. April 1928 in Phia Ram, Amphoe Mueang Surin, Provinz Surin; † 24. Januar 2020 in der Provinz Buri Ram) war ein thailändischer Politiker. Er war von 2008 bis 2011 Sprecher des Repräsentantenhauses und Präsident der thailändischen Nationalversammlung.

## Karriere
Chai Chidchob gründete nach dem Schulabschluss ein profitables Steinbruch-, Steinmühlen- und Kiestransport-Unternehmen in der nordostthailändischen Provinz Buri Ram. Seine politische Karriere begann er als Kamnan (ernanntes Gemeindeoberhaupt) des Tambon Isan im Bezirk Amphoe Mueang Buri Ram. Erst als die Verfassung von 1997 vorschrieb, dass Parlamentsmitglieder einen Hochschulabschluss haben müssen, absolvierte Chai ein Fernstudium der Politikwissenschaft an der zulassungsfreien Ramkhamhaeng-Universität und eines im Fach Landwirtschaft an der Offenen Universität Sukhothai Thammathirat.
Bei der Parlamentswahl 1957 trat er in einem Wahlkreis in der Provinz Surin erstmals für die Demokratische Partei an, wurde aber nicht gewählt. Bei der Parlamentswahl 1969 wurde Chai als parteiloser Abgeordneter eines Wahlkreises der Provinz Buri Ram erstmals ins thailändische Repräsentantenhaus gewählt, das jedoch beim Staatsstreich 1971 wieder aufgelöst wurde. Sein zweites Mandat errang er 1979. Er wurde 1983 (als Mitglied der Sozialen Aktionspartei), 1986 (für die Vereinigte Demokratische Partei) wiedergewählt. 1988 schied er zunächst aus dem Parlament aus (stattdessen wurde sein Sohn Newin Abgeordneter), kehrte aber nach der Wahl im September 1992 – inzwischen als Mitglied der Chart-Thai-Partei – zurück. Auch 1995, 1996 (mit der Partei der Einheit) und 2001 (über die Liste der Chart-Thai-Partei) gelang ihm die Wiederwahl. 
Im Jahr 2004 trat er zur Thai-Rak-Thai-Partei (TRT) des damaligen Ministerpräsidenten Thaksin Shinawatra über, innerhalb der er zur von seinem Sohn Newin geführten Buri-Ram-Gruppe gehörte. Bei der Wahl 2005 schied er aus dem Repräsentantenhaus aus, wurde stattdessen aber in den Senat von Thailand gewählt. Da er nicht der Parteiführung der TRT angehörte, war er nach dem Putsch 2006 anders als Newin nicht von dem Politikverbot für führende TRT-Politiker betroffen. Nach der Wahl im Dezember 2007 zog Chai als Vertreter der TRT-Nachfolgeorganisation Partei der Volksmacht erneut ins Parlament ein. 

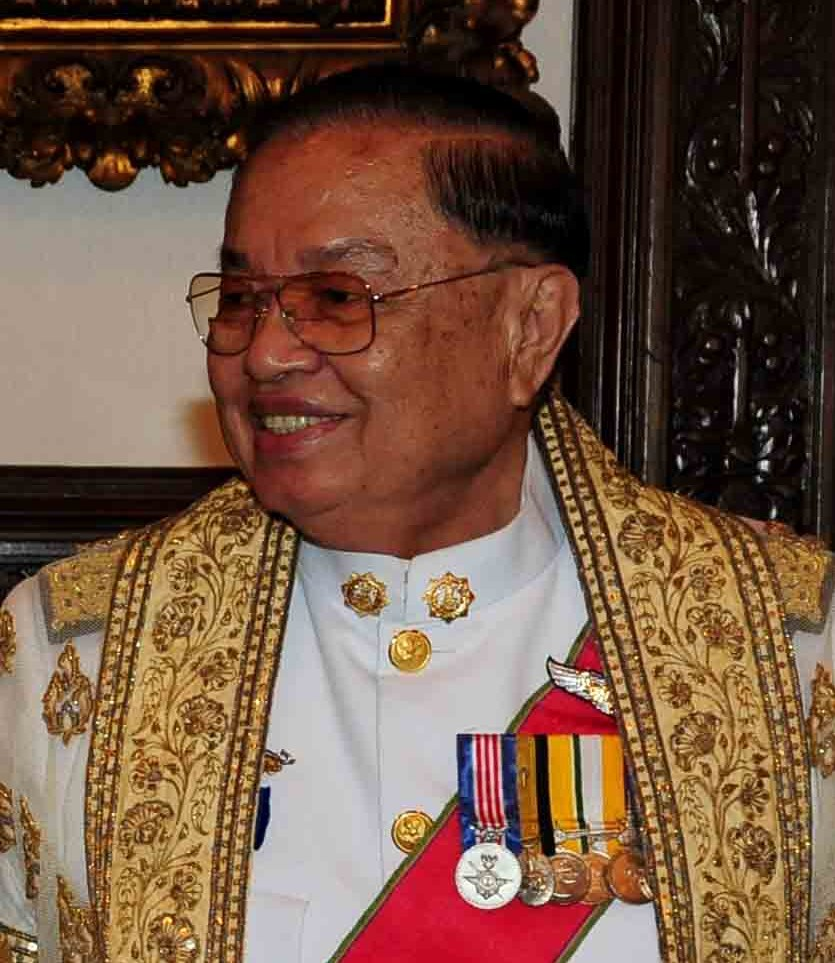
Chai Chidchob in seiner Robe als Sprecher des Repräsentantenhaus (2009)

Vom 15. Mai 2008 bis zum 3. August 2011 war er Sprecher des Repräsentantenhauses und qua Amt zugleich Präsident der thailändischen Nationalversammlung. Im Dezember 2008 kam es zu einer Regierungskrise, als das Verfassungsgericht die Partei der Volksmacht sowie ihre Koalitionspartner Chart-Thai- und Neutrale Demokratische Partei auflöste und Ministerpräsident Somchai Wongsawat sowie weitere Regierungsmitglieder von politischen Ämtern ausschloss. In dieser Situation gründete Newin Chidchob mit seinen Anhängern die Bhumjaithai-Partei, der sich auch Chai anschloss. Diese wechselte anschließend die Seiten, ging eine Koalition mit der bislang oppositionellen Demokratischen Partei ein und verhalf Abhisit Vejjajiva an die Regierungsspitze. In Chais Amtszeit als Parlamentspräsident fielen auch die Proteste der Rothemden in Bangkok, die am 7. April 2010 das Parlamentsgebäude stürmten, weshalb Chai eine Sitzung vorzeitig abbrach.
Nach der Wahl 2011 war Chai Chidchob erneut Abgeordneter für die Bhumjaithai-Partei und hatte den Vorsitz im Verwaltungsausschuss des Repräsentantenhauses. Nach dem Putsch von 2014 zog er sich aus der Politik zurück, kehrte aber nach der Parlamentswahl im März 2019 abermals als Abgeordneter ins Repräsentantenhaus zurück. Dort leitete er als Alterspräsident die konstituierende Sitzung.
Chai Chidchob war ein erklärter Bewunderer des israelischen Generals und Politikers Mosche Dajan und nannte sich ihm zu Ehren zeitweilig „Chai Mosche“.

## Familie
Chai war mit La-ong Chidchob verheiratet, mit der er sechs Kinder hatte (fünf Söhne und eine Tochter). Einer seiner Söhne ist Newin Chidchob (* 1958), der ebenfalls ein einflussreicher Politiker ist. Chai benannte ihn nach dem birmanischen General und Machthaber Ne Win. Ein weiterer Sohn, Saksayam Chidchob (* 1962), ist ebenfalls Politiker.